# Processus bifasciatus
Processus bifasciatus är en insektsart som beskrevs av Huang 1992. Processus bifasciatus ingår i släktet Processus och familjen dvärgstritar. Inga underarter finns listade i Catalogue of Life.